# Ющенко Олекса Якович
Оле́кса Я́кович Ю́щенко  (нар. 2 серпня 1917, Хоружівка — пом. 27 грудня 2008, Київ) — український поет і журналіст; член Спілки письменників України з 1944 року та Національної спілки кобзарів України.

## Біографія
Народився 20 липня [2 серпня] 1917 року в селі Хоружівці (тепер Роменський район Сумської області, Україна) в селянській сім'ї. Закінчив семирічку школу, після чого чотири роки навчався в Роменському агротехнікумі, деякий час працював агрономом.
1939 року закінчив філологічний факультет Ніжинського учительського інституту і працював у чернігівській газеті «Молодий комунар», керував літературним об'єднанням Чернігівщини. Під час німецько-радянської війни був редактором радіостанції імені Тараса Шевченка в Саратові. Після відвоювання Києва прибув у місто з колективом радіостанції, де і оселився. З 1944 по 1946 рік завідував відділом літератури в редакції республіканської газети «Зірка». Член КПРС.
Помер у Києві 27 грудня 2008 року. Похований в Києві на Берковецькому кладовищі.

## Творчість
Перший вірш «Весняні пісні» було надруковано в 1935 році в роменській газеті. Автор багатьох збірок поезій, серед них:
- «До рідної землі» (1945);
- «Моя весна» (1949);
- «Сонячна дорога» (1950);
- «Над широким Дніпром» (1951);
- «Джерела» (1953);
- «У великому поході» (1953);
- «Зорі миру» (1954);
- «Цвіт дружби» (1954);
- «Криниця» (1955);
- «У коханні признаюсь» (1956);
- «Вибране» (1958);
- «Люди і квіти» (1959);
- «Так починалось життя» (1960);
- «Краса землі» (1962);
- «Шляхи близькі, шляхи далекі» (1963);
- «Шевченко йде по світу» (1964);
- «Материне сонце» (1965);
- «Вирій» (1969);
- «Сповідь» (1971);
- «Рідні зорі» (1972);
- «Слово до друзів» (1976);
- «Будуть пташки прилітати» (1979);
- «Тиша в росянім вінку» (1981);
- «В пам'яті моїй» (1986);
- «Висока хвиля» (1989);
- «Гомери України» (1997);
- «Побачення з красою» (1999);
- «Пізня осінь» (2000);
- «Після осени й зими» (2002);
- «Прозріння» (2004).

Перша книжка для дітей вийшла в 1956 році під назвою «Весна і літо», потім виходили збірки
- «Сонячний світ» (1967);
- «В гості до бабусі» (1970);
- «Побувайте на Десні» (1974);
- «Будуть пташки прилітати» (1979);
- «Від журавлів до журавлів» (1981);
- «Уклін красі» (1986).

Крім того були створені книги нарисів і спогадів про діячів мистецтва і літератури «Безсмертники» (1-3, 1974—1982).
У 1943 році написав вірш «Пісня полонянки», який пізніше став народною піснею. На рахунку поета понад сто поезій, які поклали на музику відомі українські композитори, такі як Левком Ревуцьким, Платоном Майбородою, Анатолієм Кос-Анатольським. Спільно з Платоном Майбородою підготував цикл пісень, серед яких «Ромен-цвіт», яка народилася під час гостини у Йосипа Дудки в хатині над Сулою. Популярністю користувалися його пісні про Героїв Соціалістичної Праці Марка Озерного, Олену Хобту, Марію Лисенко, «Щорсівська», «Зорі світять ясні» та інші.

## Відзнаки
Нагороджений
- медалями «Партизанові Вітчизняної війни» ІІ-го ступеня, «За доблесну працю у Великій Вітчизняній війні 1941—1945 рр.»;
- Почесними Грамотами Президії Верховної Ради України, Білорусі, Чувашії;

почесні звання
- Заслужений працівник культури Білорусі;
- Заслужений діяч мистецтв України.

премії
- Літературна премія імені Павла Тичини;
- Премія імені Миколи Хвильового;
- Чернігівська обласна премія імені Михайла Коцюбинського;
- Премія імені Петра Артеменка[4];
- Премія імені Олександра Олеся.

## Вшануваня пам'яті
- В журналі «Перець» № 15 за 1977 рік розміщено дружній шарж Анатолія Арутюнянца з нагоди 60-річчя поета[5].
- В рідному селі поета Хоружівці, в будинку де жив поет, діє меморіальний музей[2].
- 2 серпня 2019 року в Хоружівці встановлене його погруддя[2].